# Liste der Biografien/Nal
Liste der Biografien |
Portal Biografien |
Personensuche
# |
A |
B |
C |
D |
E |
F |
G |
H |
I |
J |
K |
L |
M |
N |
O |
P |
Q |
R |
S |
T |
U |
V |
W |
X |
Y |
Z |
?
 
Na |
Nb |
Nc |
Nd |
Ne |
Nf |
Ng |
Nh |
Ni |
Nj |
Nk |
Nl |
Nm |
Nn |
No |
Nr |
Ns |
Nt |
Nu |
Nv |
Nw |
Nx |
Ny |
Nz
 
Naa |
Nab |
Nac |
Nad |
Nae |
Naf |
Nag |
Nah |
Nai |
Naj |
Nak |
Nal |
Nam |
Nan |
Nao |
Nap |
Naq |
Nar |
Nas |
Nat |
Nau |
Nav |
Naw |
Nax |
Nay |
Naz
Die Liste der Biografien führt alle Personen auf, die in der deutschsprachigen Wikipedia einen Artikel haben. Dieses ist eine Teilliste mit 87 Einträgen von Personen, deren Namen mit den Buchstaben „Nal“ beginnt.

## Nal

### Nala
- Nalaga, Kavekini (* 1965), fidschianischer Rugbyspieler
- Nalan, deutsche Musikerin, Produzentin und DJ
- Nâlân (* 1973), türkische Popmusikerin
- Nalau, Ancel (* 1968), vanuatuischer Sprinter
- Nalaubu, Sairusi (* 1996), fidschianischer Fußballspieler
- Nalazek, Rainer (* 1947), deutscher Politiker (SPD), MdBB

### Nalb
- Nalbach, Lothar Friedrich von (1691–1748), Weihbischof in Trier
- Nalbach, Nikolaus (1767–1847), deutscher katholischer Geistlicher
- Nalbandian, Arpenik (1916–1964), armenische Künstlerin und Malerin
- Nalbandian, David (* 1982), argentinischer TennisspielerDavid Nalbandian (* 1982)

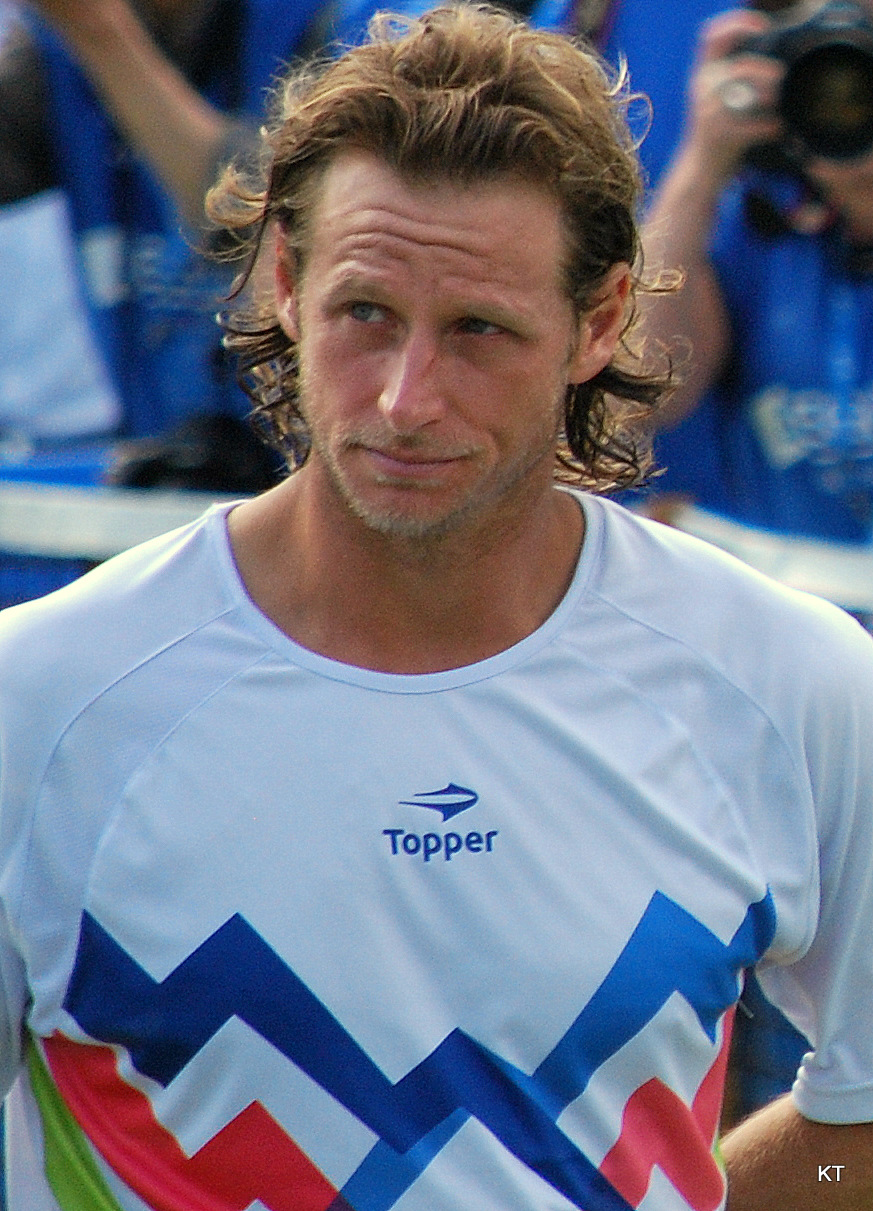
David Nalbandian (* 1982)

- Nalbandian, Maria (* 1985), libanesische Sängerin und Fotomodell
- Nalbandian, Mikael (1829–1866), armenischer Schriftsteller und Revolutionär
- Nalbandian, Simeon (1883–1964), deutscher Maler
- Nalbandjan, Aram Bagratowitsch (1908–1987), armenischer Physikochemiker und Hochschullehrer
- Nalbandjan, Edward (* 1956), armenischer Diplomat, Außenminister und Botschafter
- Nalbandjan, Suren (* 1956), sowjetisch-armenischer Ringer
- Nalbant, Lale (* 1976), deutsche Filmregisseurin und Casterin
- Nalbantoğlu, Muslu (* 1983), niederländisch-türkischer Fußballspieler
- Nalbantowa, Kalojana (* 2006), bulgarische Badmintonspielerin

### Nalc
- Nalcı, Özgür Ege (* 2006), türkischer Kinderdarsteller

### Nald
- Nalda, Juan de, spanischer Maler
- Nalder, Reggie (1907–1991), österreichischer Filmschauspieler
- Naldi, Dionigi (1465–1510), italienischer Condottiere
- Naldi, Nita (1894–1961), US-amerikanische Schauspielerin der Stummfilmzeit
- Naldinho (* 2005), deutscher Fußballspieler
- Naldini, Luigi (* 1959), italienischer Gentherapeut
- Naldini, Nico (1929–2020), italienischer Schriftsteller, Dokumentarfilmer und Dichter
- Naldini, Paolo (1616–1691), italienischer Politiker und der 83. Doge der Republik Genua
- Naldo (* 1982), brasilianisch-deutscher Fußballspieler und -trainerNaldo (* 1982)

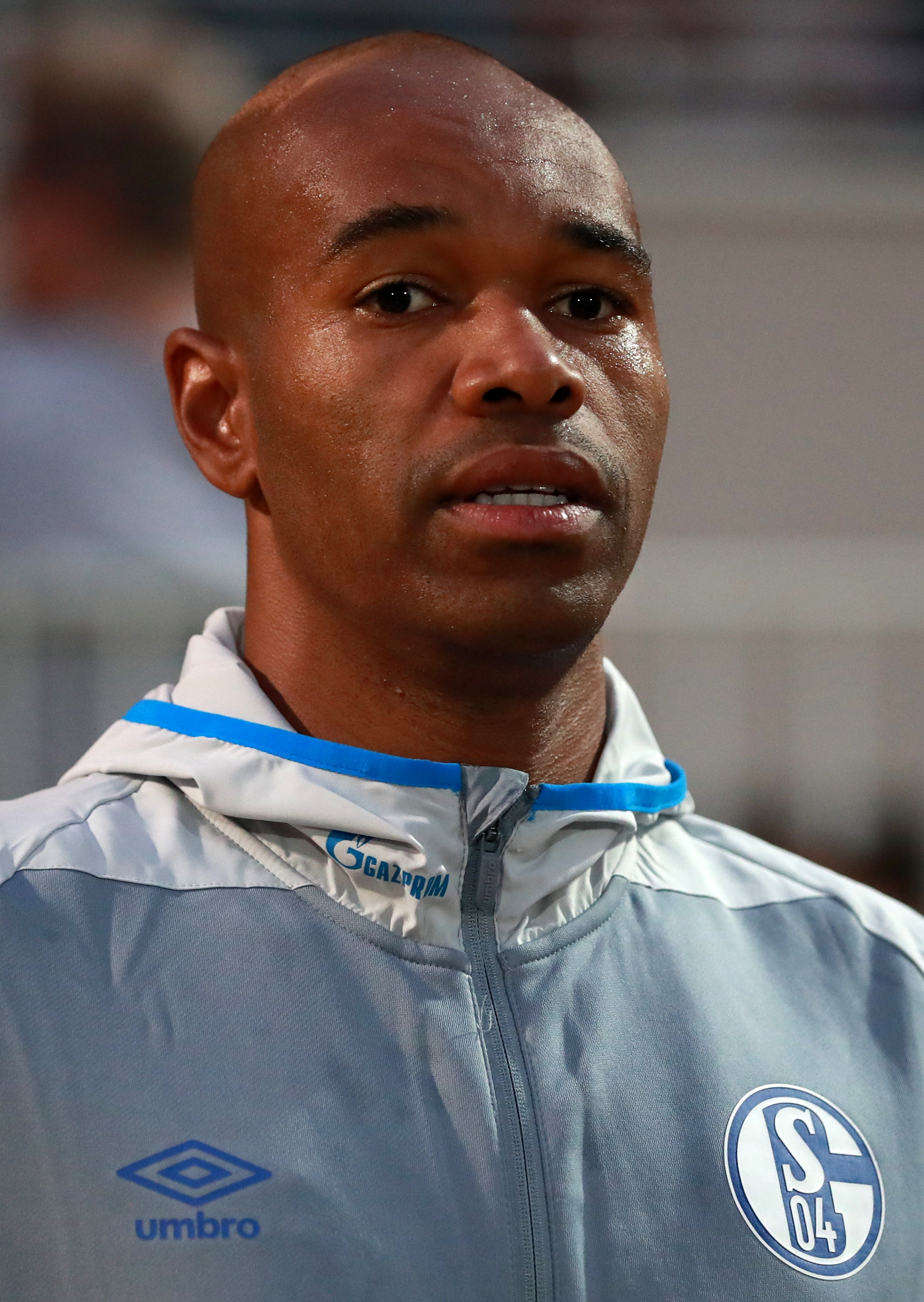
Naldo (* 1982)

- Naldo (* 1988), brasilianischer Fußballspieler
- Naldrett, Anthony J. (1933–2020), kanadischer Lagerstättengeologe und Mineraloge

### Nale
- Nalé Roxlo, Conrado (1898–1971), argentinischer Schriftsteller
- Nałęcz, Daria (1951–2022), polnische Historikerin und Archivarin
- Nalee, Elaine, Schauspielerin
- Nalen, Tom (* 1971), US-amerikanischer American-Football-Spieler
- Nalepa, Maciej (* 1978), polnischer Fußballtorhüter
- Nalepa, Paul (1846–1900), deutscher Kommunalpolitiker und Unternehmer
- Nalepa, Tadeusz (1943–2007), polnischer Gitarrist, Komponist und Sänger
- Nalepiński, Tadeusz (1885–1918), polnischer Lyriker und Schriftsteller
- Naleppa, Götz (* 1943), deutscher Hörspielregisseur, Klangkomponist, Dramaturg und Übersetzer
- Nalepynska-Bojtschuk, Sofija (1884–1937), ukrainische Künstlerin und Grafikerin
- Naleschinski, Katharina (* 1996), deutsche Handballspielerin
- Naletilić, Mladen (1946–2021), Warlord und KriegsverbrecherMladen Naletilić (1946–2021)

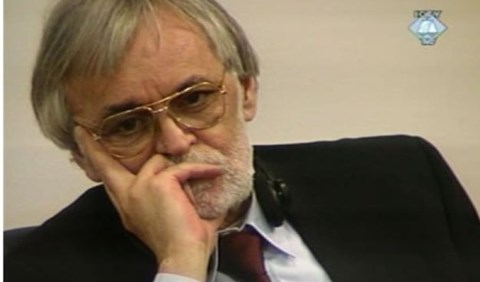
Mladen Naletilić (1946–2021)

- Nalewski, Horst (1931–2020), deutscher Germanist
- Nalezinek, Filip (* 2003), tschechischer Fußballspieler

### Nali
- Nali (1798–1855), kurdischer Dichter
- Nali, Hazel (* 1998), sambische Fußballspielerin
- Naliali, Christopher (* 1992), ivorisch-französischer Leichtathlet
- Nälibajew, Nurlybek (* 1976), kasachischer Politiker
- Nalić, Adi (* 1997), bosnisch-schwedischer Fußballspieler
- Nalick, Anna (* 1984), US-amerikanische Singer-Songwriterin
- Nalimow, Iwan Gennadjewitsch (* 1994), russischer Eishockeytorwart
- Nalimow, Jewgeni Wiktorowitsch (* 1965), russischer Mathematiker
- Nalin, Pan (* 1965), indischer Filmregisseur und Drehbuchautor
- Nalis, Antun (1911–2000), jugoslawischer Schauspieler
- Nalitsch, Pjotr Andrejewitsch (* 1981), russischer Komponist und Sänger
- Nalivaika, Vytautas (* 1958), litauischer Bildhauer
- Naliwkin, Dmitri Wassiljewitsch (1889–1982), russischer Geologe

### Nalj
- Nalješković, Nikola († 1587), ragusanischer Schriftsteller und Gelehrter
- Naljor Chenpo (1015–1078), Buddhist der Kadam-Schule, Abt des Radreng-Klosters

### Nalk
- Nałkowska, Zofia (1884–1954), polnische Schriftstellerin

### Nall
- Nall, Anita (* 1976), US-amerikanische Schwimmerin
- Nall-Cain, Charles, 3. Baron Brocket (* 1952), britischer Peer, ehemaliger Häftling und Fernsehmoderator
- Nallbani, Alkan (* 1971), albanischer Künstler
- Nallbani, Hasan (* 1934), albanischer Maler
- Nallet, Henri (1939–2024), französischer Politiker (PS), Mitglied der Nationalversammlung
- Nallet, Jean-Claude (1947–2023), französischer Leichtathlet
- Nallet, Lionel (* 1976), französischer Rugbyspieler
- Nalley, Dick (1955–2002), US-amerikanischer Bobfahrer
- Nalli, Pia Maria (1886–1964), italienische Mathematikerin
- Nalli-Rutenberg, Agathe (1838–1919), deutsche Schriftstellerin
- Nallingen, Gregor von († 1561), Stadtschreiber und Syndikus in Heilbronn
- Nallinger, Fritz (1898–1984), deutscher Ingenieur und AutomobilkonstrukteurFritz Nallinger (1898–1984)

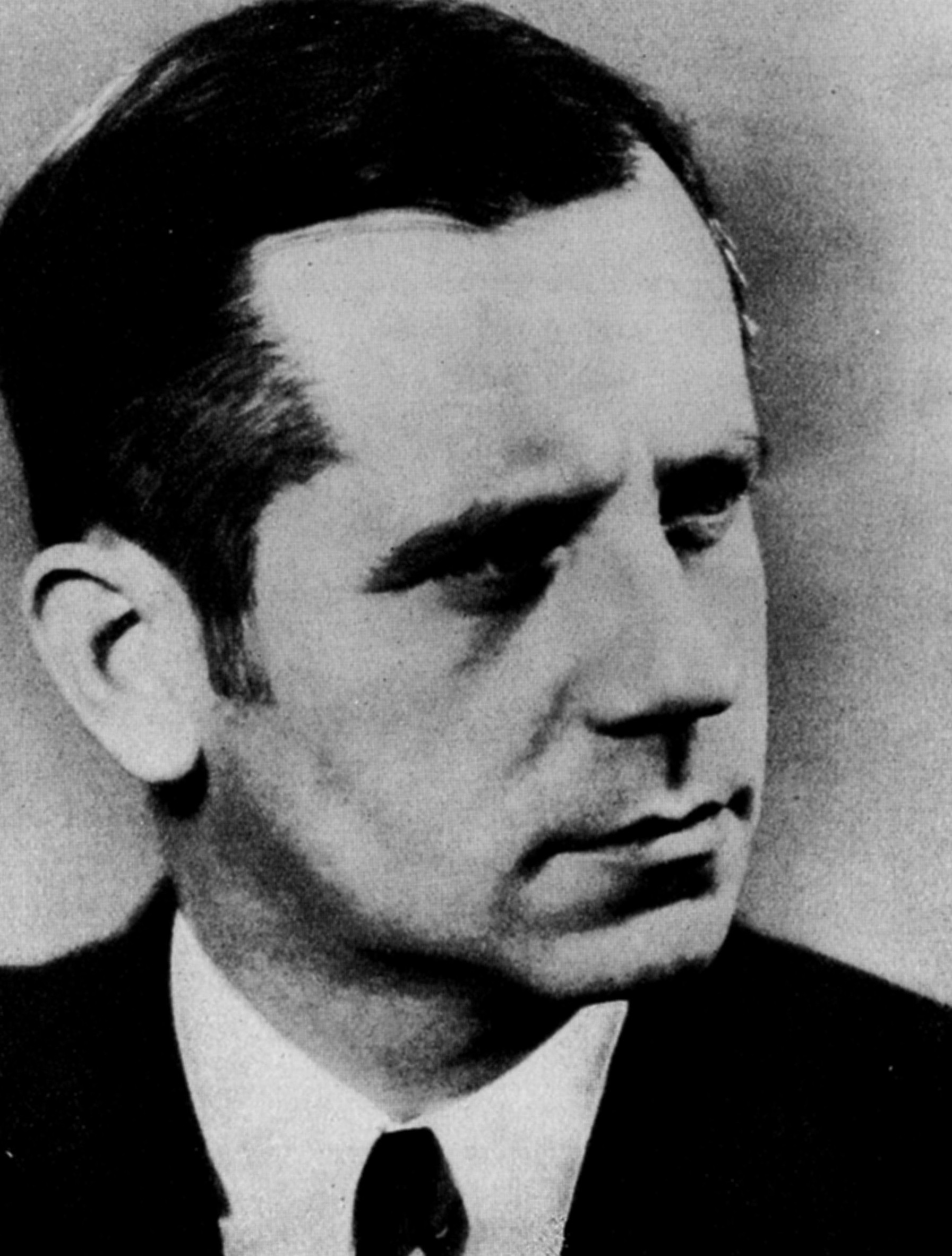
Fritz Nallinger (1898–1984)

- Nalluri, Bharat (* 1965), britisch-indischer Film- und Fernsehregisseur
- Nally, Andrew John (* 1988), US-amerikanischer Volleyballspieler
- Nally, Dennis (* 1952), US-amerikanischer Manager
- Nally, Dermot (* 1980), irischer Radrennfahrer
- Nally, Joe (* 1999), britischer Radsportler
- Nally, Meaghan (* 1998), US-amerikanische Fußballspielerin

### Nalo
- Nalobin, Alexei Dmitrijewitsch (* 1989), russischer Volleyball-Nationalspieler
- Nalon, Duke (1913–2001), US-amerikanischer Rennfahrer

### Nalu
- Nalumango, Mutale (* 1955), sambische Politikerin

### Naly
- Nalyan, Hagop II. (1706–1764), armenischer Geistlicher
- Nalyan, Takvor (* 1843), armenischer Schauspieler, Lehrer, Übersetzer und Autor
- Nalyanya, Eglay Nafuna (* 1996), kenianische Leichtathletin
- Nalywajko, Seweryn († 1597), ukrainischer Kosakenanführer
- Nalywajtschenko, Walentyn (* 1966), ukrainischer Politiker